# Departamento Administrativo de la Función Pública
El Departamento Administrativo de la Función Pública (DAFP) es la entidad técnica, estratégica y transversal del Gobierno de Colombia que contribuye al bienestar de los colombianos mediante el mejoramiento continuo de la gestión de los servidores públicos y las instituciones en todo el territorio nacional.
Función Pública hace parte de los 24 sectores que componen la Rama Ejecutiva Nacional, siendo cabeza del sector Función Pública, del cual también hace parte la Escuela Superior de Administración Pública (ESAP); entidad descentralizada de carácter universitario con presencia regional.

## Historia
En 1958 mediante la Ley 19 se crea el Departamento Administrativo del Servicio Civil, en un esfuerzo por dotar a la administración pública de un organismo encargado de administrar el personal al servicio del Estado; también se crea la Comisión de Reclutamiento, Ascensos y Disciplina que después tomó el nombre de Consejo Superior y actualmente es la Comisión Nacional del Servicio Civil.
Durante la reforma administrativa de 1968 se expidió el Decreto 3057 mediante el cual se reestructuró el Departamento Administrativo del Servicio Civil y se creó el Fondo Nacional de Bienestar Social, adscrito al mismo y que fuera liquidado con el Decreto 2170 de 1992.
El 29 de diciembre de 1992 el Gobierno expide el Decreto 2169, y modifica sustancialmente el papel que el Departamento hasta ese momento había cumplido y que consistía en ejecutar programas de carrera administrativa y de bienestar social. Mediante este Decreto le encarga la formulación de políticas y la asesoría en materia de organizaciones y administración y gestión del talento humano al servicio del Estado. Este Decreto también cambió su nombre de Departamento Administrativo del Servicio Civil por el de Departamento Administrativo de la Función Pública.